# Faroa axillaris
Faroa axillaris är en gentianaväxtart som beskrevs av John Gilbert Baker. Faroa axillaris ingår i släktet Faroa och familjen gentianaväxter. Inga underarter finns listade i Catalogue of Life.